# Guinee op de Olympische Zomerspelen 2024
Guinee nam deel aan de Olympische Zomerspelen 2024 in Parijs, Frankrijk.

## Aantal Deelnemers
Hieronder volgt een overzicht van de atleten die zich kwalificeerden voor de Olympische Zomerspelen van 2024.
| Sport        | Mannen | Vrouwen | Totaal |
| ------------ | ------ | ------- | ------ |
| Atletiek     | 0      | 1       | 1      |
| Boogschieten | 0      | 1       | 1      |
| Judo         | 0      | 2       | 2      |
| Voetbal      | 18     | 0       | 18     |
| Zwemmen      | 1      | 1       | 2      |
| Totaal       | 19     | 5       | 24     |

## Deelnemers en resultaten

### Atletiek

#### Loopnummers
Mannen
| atleet             | onderdeel | voorronde | voorronde | series | series | herkansingen | herkansingen | halve finale   | halve finale   | finale         | finale         |
| atleet             | onderdeel | tijd      | rang      | tijd   | rang   | tijd         | rang         | tijd           | rang           | tijd           | rang           |
| ------------------ | --------- | --------- | --------- | ------ | ------ | ------------ | ------------ | -------------- | -------------- | -------------- | -------------- |
| Safiatou Acquaviva | 100 m     | 11,97     | 5 q       | 12,07  | 9      | n.v.t.       | n.v.t.       | niet geplaatst | niet geplaatst | niet geplaatst | niet geplaatst |

### Boogschieten
Vrouwen
| atleet          | onderdeel   | plaatsingsronde | plaatsingsronde | eerste ronde         | tweede ronde         | derde ronde          | kwartfinale          | halve finale         | finale / BM          | finale / BM    |
| atleet          | onderdeel   | score           | rang            | tegenstander uitslag | tegenstander uitslag | tegenstander uitslag | tegenstander uitslag | tegenstander uitslag | tegenstander uitslag | rang           |
| --------------- | ----------- | --------------- | --------------- | -------------------- | -------------------- | -------------------- | -------------------- | -------------------- | -------------------- | -------------- |
| Fatoumata Sylla | individueel | 619             | 61              | Kaufhold V 2 - 6     | niet geplaatst       | niet geplaatst       | niet geplaatst       | niet geplaatst       | niet geplaatst       | niet geplaatst |

### Judo
Vrouwen
| atlete          | onderdeel | eerste ronde         | tweede ronde          | derde ronde          | kwartfinale          | halve finale         | herkansing           | finale / BM          | finale / BM    |
| atlete          | onderdeel | tegenstander uitslag | tegenstander uitslag  | tegenstander uitslag | tegenstander uitslag | tegenstander uitslag | tegenstander uitslag | tegenstander uitslag | rang           |
| --------------- | --------- | -------------------- | --------------------- | -------------------- | -------------------- | -------------------- | -------------------- | -------------------- | -------------- |
| Mariana Esteves | −57 kg    | n.v.t.               | Escano W 10 - 00      | Cysique V 00 - 10    | niet geplaatst       | niet geplaatst       | niet geplaatst       | niet geplaatst       | niet geplaatst |
| Marie Branser   | −78 kg    | n.v.t.               | de Villiers W 10 - 00 | Wagner V 00 - 11     | niet geplaatst       | niet geplaatst       | niet geplaatst       | niet geplaatst       | niet geplaatst |

### Voetbal
Mannen
| Atleten | Discipline | Resultaat  | Prestatie |
| --- | ---------- | ---------- | --------- |
| Algassime Bah Aliou Baldé Sékou Tidiany Bangoura Chérif Camara Henry Camara Issiaga Camara Ousmane Camara Bangaly Cissé Amadou Diallo Amadou Diawara Rayane Doucouré Madiou Keita Mory Keita Naby Keïta Ilaix Moriba Naby Oularé Mohamed Soumah Soumaïla Sylla Abdoulaye Touré | mannen     | groepsfase | zie onder |

| Groep A |                  |             |             |             |             |            |            |            |        |
| #       | Land             | Wedstrijden | Wedstrijden | Wedstrijden | Wedstrijden | Doelpunten | Doelpunten | Doelpunten | Punten |
| #       | Land             | G           | W           | G           | V           | V          | T          | Saldo      | Punten |
| 1       | Frankrijk        | 3           | 3           | 0           | 0           | 7          | 0          | +7         | 9      |
| 2       | Verenigde Staten | 3           | 2           | 0           | 1           | 7          | 4          | +3         | 6      |
| 3       | Nieuw-Zeeland    | 3           | 1           | 0           | 2           | 3          | 8          | -5         | 3      |
| 4       | Guinee           | 3           | 0           | 0           | 3           | 1          | 6          | -5         | 0      |

| groepsfase   |                |                  |                |                |                |                |                |
| 24 juli 2024 | 17:00          | Guinee           | 1 - 2          | Nieuw-Zeeland  |                |                |                |
| 27 juli 2024 | 21:00          | Frankrijk        | 1 - 0          | Guinee         |                |                |                |
| 30 juli 2024 | 19:00          | Verenigde Staten | 3 - 0          | Guinee         |                |                |                |
|              |                |                  |                |                |                |                |                |
| kwartfinale  | niet geplaatst | niet geplaatst   | niet geplaatst | niet geplaatst | niet geplaatst | niet geplaatst | niet geplaatst |
|              |                |                  |                |                |                |                |                |
| halve finale | niet geplaatst | niet geplaatst   | niet geplaatst | niet geplaatst | niet geplaatst | niet geplaatst | niet geplaatst |
|              |                |                  |                |                |                |                |                |
| finale       | niet geplaatst | niet geplaatst   | niet geplaatst | niet geplaatst | niet geplaatst | niet geplaatst | niet geplaatst |

### Zwemmen
Mannen
| atleet        | onderdeel       | series | series | halve finale   | halve finale   | finale         | finale         |
| atleet        | onderdeel       | tijd   | rang   | tijd           | rang           | tijd           | rang           |
| ------------- | --------------- | ------ | ------ | -------------- | -------------- | -------------- | -------------- |
| Elhadj Diallo | 50 m vrije slag | 26,45  | 57     | niet geplaatst | niet geplaatst | niet geplaatst | niet geplaatst |

Vrouwen
| atlete             | onderdeel       | series | series | halve finale   | halve finale   | finale         | finale         |
| atlete             | onderdeel       | tijd   | rang   | tijd           | rang           | tijd           | rang           |
| ------------------ | --------------- | ------ | ------ | -------------- | -------------- | -------------- | -------------- |
| Djenabou Jolie Bah | 50 m vrije slag | 31,90  | 69     | niet geplaatst | niet geplaatst | niet geplaatst | niet geplaatst |